# La Mort de Danton (opéra)
Pour les articles homonymes, voir Danton (homonymie).

La Mort de Danton (en allemand Dantons Tod), op. 6., est un opéra du compositeur autrichien Gottfried von Einem sur un livret de lui-même et de Boris Blacher, créé en 1947. L'histoire est adapté de la pièce homonyme de 1835 du dramaturge allemand Georg Büchner, dont le récit se situe en France lors de la Révolution pendant la Terreur.

## Description
La Mort de Danton, premier opéra de Gottfried von Einem, est distribué en deux parties et six tableaux. Le livret est écrit en langue allemande et l'ensemble est d'une durée d'environ une heure et demie. La partition est composée en deux années, entre 1944 et 1946 alors que les procès de Nuremberg avaient lieu.
La Mort de Danton est créé le 6 août 1947 au Festival de Salzbourg, sous la direction du chef hongrois Ferenc Fricsay, avec le Wiener Philharmoniker, et le Chor der Wiener Staatsoper. L'ouvrage, joué pour cinq représentations, rencontre un fort succès lors de la création. Cela constitue le premier vrai succès du compositeur, qui a alors vingt-neuf ans, et le début de sa renommée pour le grand public. L'opéra est par la suite monté à l'international, traduit dans plusieurs langues, notamment à Vienne, Berlin, Paris ou New York.

### Postérité
L'opéra est produit en première française en 1966 au Grand Théâtre de Bordeaux, sous la direction de Ludwig Kaufmann, adapté en français par Georges Dalman. L'ouvrage est représenté en 1983 de nouveau au Festival, sous la direction de Lothar Zagrosek, avec Thio Adam et Werner Hollweg. En 1996, La Mort de Danton dépasse le millier de représentations.
En 2018, pour le centenaire de la naissance du compositeur, l'ouvrage est donné à l'Opéra d'État de Vienne sous la direction de Michel Boder et mis en scène par Josef Ernst Köpplinger. La production est reprise en 2019. La même année, l'opéra est produit au Staatstheater am Gärtnerplatz de Munich, dirigé par Anthony Bramall et mis en scène par Günter Krämer.

## Rôles
| Rôle                                           | Voix          | Créateur        |
| ---------------------------------------------- | ------------- | --------------- |
| Georges Danton                                 | baryton       | Paul Schöffler  |
| Camille Desmoulins                             | ténor         | Julius Patzak   |
| Hérault de Séchelles                           | ténor         | Peter Klein     |
| Robespierre                                    | ténor         | Josef Witt      |
| Saint-Just                                     | basse         | Ludwig Weber    |
| Hermann, président du Tribunal révolutionnaire | baryton       | Herbert Alsen   |
| Simon, un souffleur                            | basse-bouffe  | Georg Hann      |
| Julie, femme de Georges Danton                 | mezzo-soprano | Gisela Thury    |
| Lucile, femme de Camille Desmoulins            | soprano       | Maria Cebotari  |
| La femme de Simon                              | contralto     | Rosette Anday   |
| Un jeune homme                                 | ténor         | Erwin Nowaro    |
| Bourreau 1                                     | ténor         | William Wernigk |
| Bourreau 2                                     | basse         | Wilhelm Felden  |
| Une dame                                       | soprano       | Trude Ballasch  |
| Chœur                                          |               |                 |

## Résumé

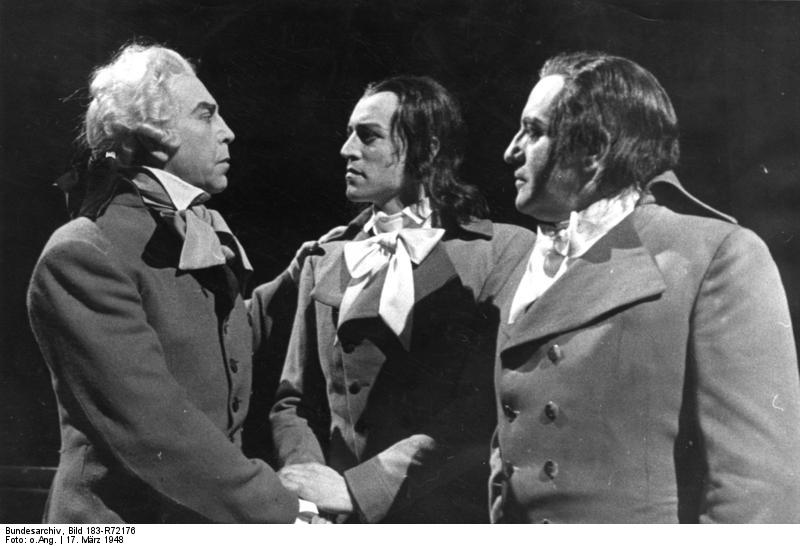
Danton (Matthieu Ahlersmeyer), Desmoulins (Richard Holm) et Hérault de Séchelles (Peter Markwort) en mars 1948 à l'Opéra d'État de Hambourg.

L'action se déroule à Paris en 1794, pendant la Terreur
Georges Danton avec Camille Desmoulins et Hérault de Séchelles dénonce les exécutions massives injustifiées que Robespierre ordonne. Ils sont emprisonnés tous les trois et présentés au tribunal révolutionnaire. Seulement, les accusations portées contre Georges Danton ne fonctionnent pas : il réussit à se défendre. À ce moment-là, Saint-Just prévient Robespierre que les femmes de Georges Danton et Camille Desmoulins ameutent le peuple vers le tribunal pour protester ; les accusés sont finalement guillotinés.

## Enregistrements
- Gottfied von Einem, Dantons Tod, Orfeo, 1984-89, 2 CD. Enregistré lors du Festival de Salzbourg[3].
- Extraits sur Ferenc Fricsay, a life in music, Universal music, 2003.